# Estadio Nacional Nelson Mandela

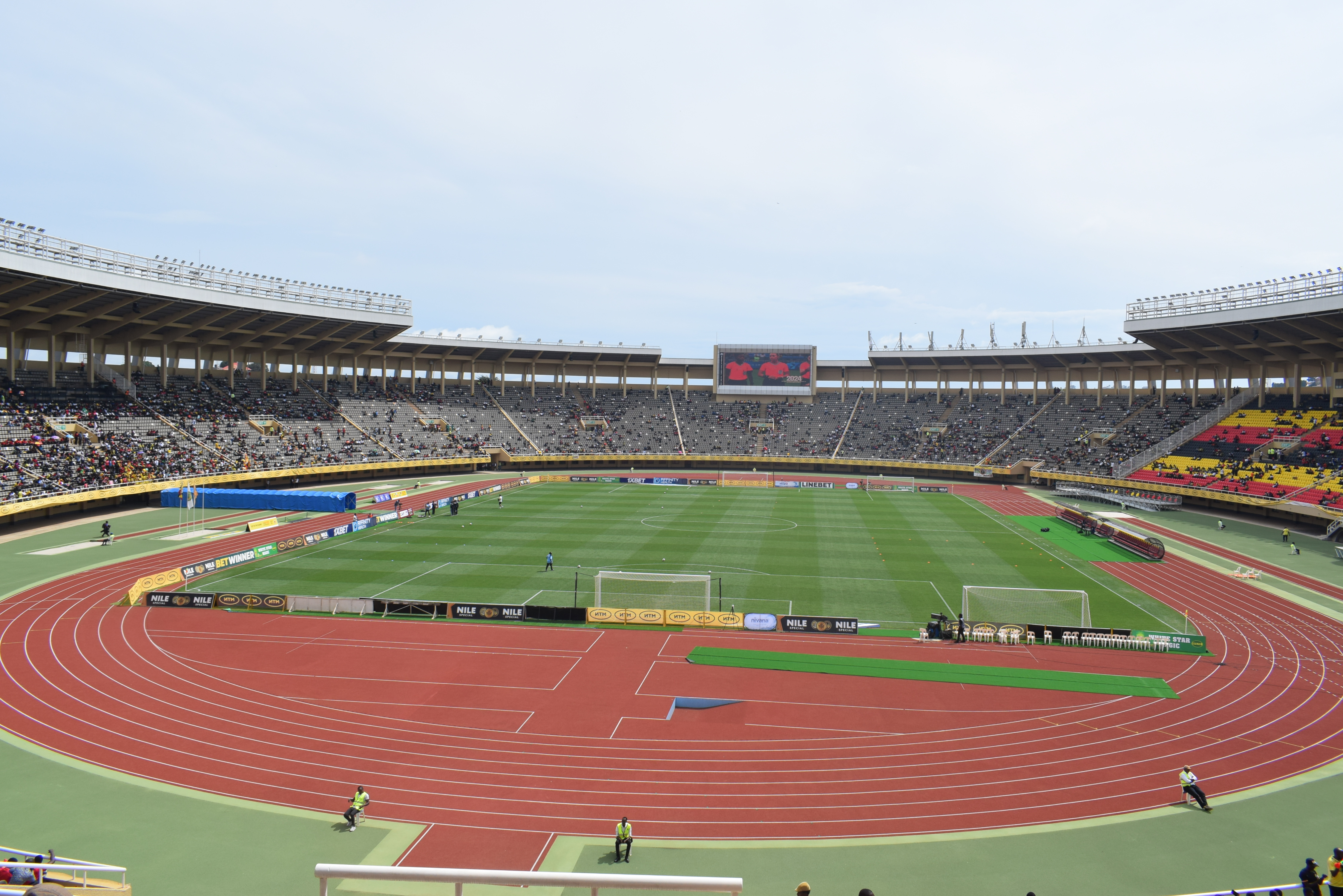
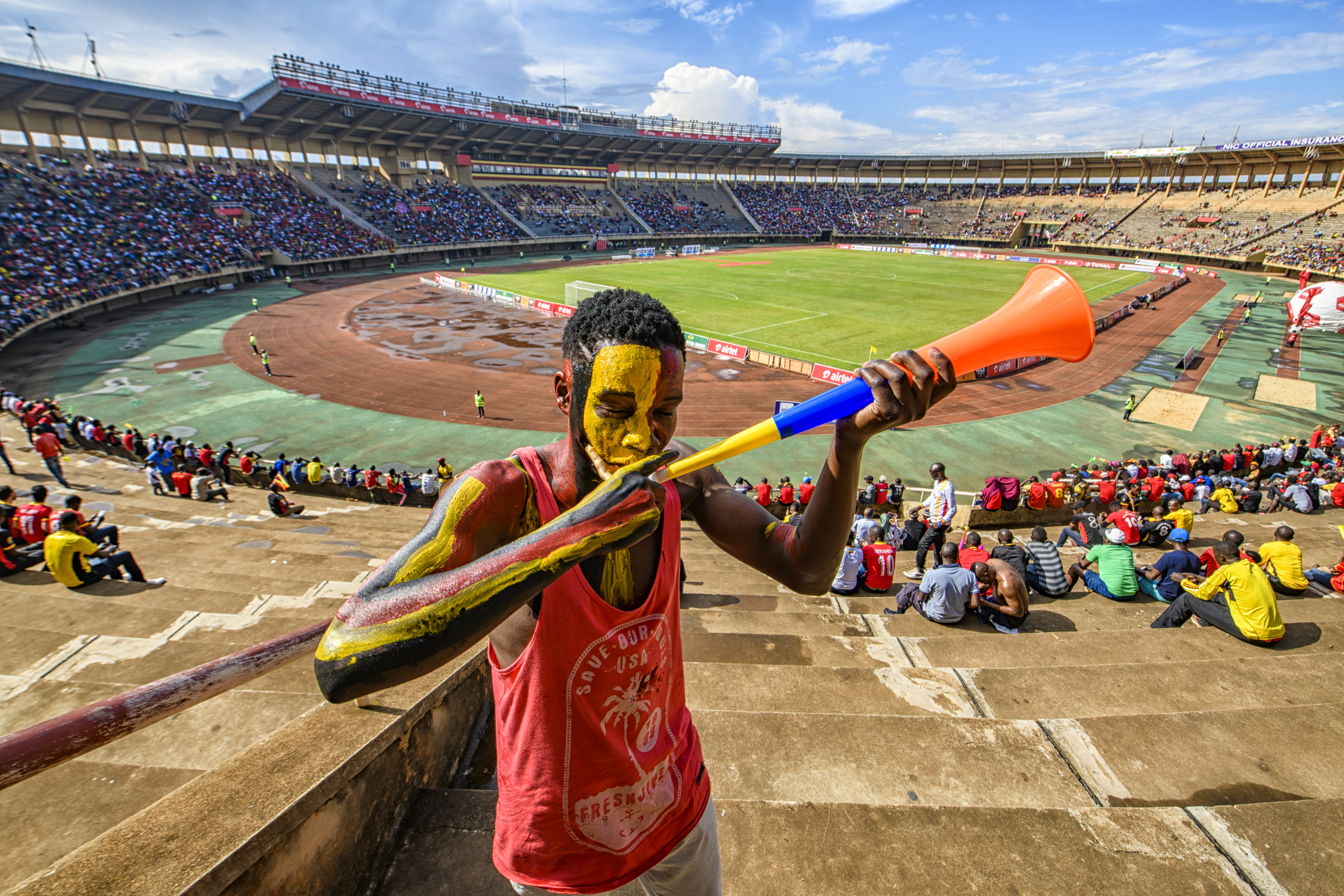

El Estadio Nacional Mandela (en inglés: Mandela National Stadium), originalmente llamado Estadio Namboole, es un estadio de usos múltiples en Uganda. El estadio está situado en la colina Namboole, Bweyogerere Ward, en el Municipio de Kira, del distrito de Wakiso. Este espacio se encuentra a unos 12 kilómetros (7.5 millas), por carretera, al este del distrito central de negocios de Kampala, capital del país africano de Uganda, y su área metropolitana más grande.
El estadio fue inaugurado en 1997 y posee una capacidad para 45 000 espectadores, lleva el nombre del expresidente de Sudáfrica, el fallecido Nelson Mandela, y es el estadio de la Selección de fútbol de Uganda.